# Station Limburg Süd
Station Limburg Süd is een spoorwegstation in de Duitse plaats Limburg an der Lahn. Het station werd in 2002 geopend. Limburg Süd is het enige Duitse station, waar uitsluitend ICE-treinen stoppen. Nabij het centrum van Limburg ligt het station Limburg (Lahn), waar regionale treinen stoppen.